# Monte Hebron
O Monte Hebron é um bairro periférico na Zona Oeste de Uberlândia, no Triângulo Mineiro, Região Sudeste do Brasil. 

## O bairro
- O Monte Hebron fica à 12 km do centro.
- É um grande conjunto habitacional popular, que tem como vizinhos os bairros Jardim Canaã, Lago Azul, São Bento e Chácaras Rancho Alegre, todos na zona oeste de Uberlândia.
- Tem bastante comércio local.
- O bairro conta com escolas públicas, posto de saúde, pista de skate pública, quadras e praça. [2] [3]
- Suas principais vias são as avenidas Contador José Candeloro, Raquel Borges Gomide e Dóris Greco Candeloro.
- O Monte Hebron é atendido pela linha de ônibus A406, da Viação Sorriso de Minas, que sai do Terminal Planalto em direção ao bairro.

## Acesso ao Monte Hebron
- O principal acesso ao bairro, se dá pela avenida Aldo Borges Leão.